# Philippe Jacquin
Philippe Gilbert Dominique Jacquin (* 22. Januar 1942 in Donville-les-Bains, Département Manche; † 28. September 2002 in Villeurbanne, Département Rhône) war ein französischer Anthropologe an der Universität Lyon II Lumière.

## Leben
Jacquin war Historiker, Ethnologe und Anthropologe, aber vor allem ein Kenner des amerikanischen Westens und der dort lebenden indianischen Bevölkerung. Er starb, nachdem er von einer Forschungsreise bei den Indianern zurückgekehrt war. Seine ca. 20 Bücher über Nordamerika gelten als Standardwerke zum Verständnis der Geschichte der Ureinwohner Amerikas. Sie behandeln dabei ebenso die Vermischung der Kulturen und die Eroberung des Wilden Westens.
Jacquin hat an vielen Sendungen bei France Culture teilgenommen und erhielt verschiedene Auszeichnungen.

## Veröffentlichungen
- Histoire des Indiens d’Amérique du Nord. Payot, Paris 1976.
- Récits et contes poulaires d’Aunis et Saintonge. Gallimard, Paris 1979.
- Les Indiens blancs. Français et Indiens en Amérique du Nord, XVI°-XIII° siècles. Payot, Paris 1987, ISBN 2-228142301.
- Au temps des Indiens d’Amérique.
  - deutsch von Sabine Göhrmann: So lebten sie zur Zeit der Indianer: Die spannende Geschichte der Ureinwohner Amerikas. Tessloff, Nürnberg 1994, ISBN 3-7886-0847-1.
- Les Indiens d’Amérique, Flammarion, Paris 1996, ISBN 2-080352261.
- L’herbe des dieux: Le tabac dans les sociétés indiennes d’Amérique du Nord. Édition Musée-Galerie de la SEITA, 1997, ISBN 2-906524662.
- La politique indienne des États-Unis: 1830-1890, Didier Erudition/CNED, Paris 1997, ISBN 2-864602970.
- mit Danieln Royot: La destinée manifeste des états-Unis au XIXème siècle. Éditions Ploton, Paris 1999, ISBN 2-841201058.
- La terre des Peaux-Rouges, coll. Découvertes Gallimard (nº 14), Gallimard, Paris 2000, ISBN 2-070535231.
  - deutsch und wissenschaftlich bearbeitet von Michael Meppiel: Indianerland, Reihe Abenteuer Geschichte (Bd. 9). Maier, Ravensburg 1992, ISBN 3-473-51009-2.
- mit Daniel Royot: Go West! Histoire de l’Ouest américain d’hier á aujourd’hui. Flammarion, Paris 2002, ISBN 2-082118096.
- La vie des pionniers au temps de la conquête de l’Ouest. Éditions Larousse, Paris 2002, ISBN 2-035053463.